# Naytia
Naytia is een geslacht van weekdieren uit de klasse van de Gastropoda (slakken).

## Soorten
- Naytia glabrata (G. B. Sowerby II, 1842)
- Naytia granulosa (Lamarck, 1822)
- Naytia inopinata Nolf & Hubrecht, 2024
- Naytia johni (Monterosato, 1889)
- Naytia priscardi Bozzetti, 2006
- Naytia vaucheri (Pallary, 1906)